# Cesar Ingjo
Cesar Ingjo (允恭天皇 Ingjo-tenno) je 19. japonski cesar v skladu s tradicionalnim nasledstvom.
Njegovem vladanju ne moremo pripisati točnih datumov, a naj bi po konvencijah vladal med leti 410 in 453.

## Legenda
Ingyō je po mnenju zgodovinarjev "legendarni cesar" iz 5. stoletja. Vladavina 29. cesarja Kinmeja je prva, ki ji pripisujejo točne in preverljive datume. Konvencionalno sprejeti datumi izhajajo iz časa cesarja Kanmuja, 50. cesarja dinastije Jamato.
Po Kodžikiju in Nihon Šokiju je bil četrti sin cesarja Nintokuja in njegove družice Ivanohime, s tem pa mlajši brad svojega predhodnika, cesarja Hanzeja. Na prestol je sedel po njegovi smrti in vladal 41 let.
Njegov dejanski naziv je bil verjetno Sumeramikoto ali Amenošita Širošimesu Okimi (治天下大王, "veliki kralj, ki vlada pod nebom"), saj se naziv tenno pojavi šele v času cesarja Tenmuja in cesarice Džito. Lahko da so ga nazivali z (ヤマト大王/大君 Jamato Okimi, "veliki kralja Jamata").
Njegova družica je bila Ošisaka no Onakacu no Hime. Z njo je imel pet sinov in štiri hčerke, med njimi cesarja Anko in Jurjaku. Reformiral je sistem družinskih in klanskih imen, saj so se mnogi lažno poimenovali v klane in družine višjih rangov.

## Dogodki Ingjojeve vladavine
Najzgodnejši dokumentiran potres se je zgodil med njegovo vladavino leta 416, ko je močno tresenje porušilo cesarsko palačo v Kjotu.
Nekateri ga imajo za kralja Saja iz Knjige dinastije Song. Ta kralj države Va naj bi poslal dva sla dinastiji Liu Song v letih 443 in 451.
Po Nihon Šokiju naj bi kralj korejske Sille zelo žaloval ob negovi smrti. Za pomiritev duše je Japonski daroval 80 glasbenikov.
Kraj njegovega groba ni znan. Tradicionalno ga častijo v spominskem šintoistišnem svetišču blizu Osake.
Cesarska hiša je posvetila to lokacijo kot njegov mavzolej. Uradno je znan kot misasagi cesarja Ingjota v Fudžiideri blizu Osake z imenom Ega no nagano no kita no misasagi (恵我長野北陵).

## Družice in otroci
Cesarica: Ošisaka no Onakacuhime (忍坂大中姫), hčerka Vakanuke-Futamata no Miko (稚渟毛二派皇子)
- Princ Kinaši no Karu
- Princesa Nagata no Ojracume (名形大娘皇女)
- Princ Sakaj no Kurohiko (境黒彦皇子) (?-456)
- Princ Anaho (穴穂皇子) (cesar Anko) (401?-456)
- Princesa Karu no Ojracume (軽大娘皇女)
- Princ Jacuri no Širahiko (八釣白彦皇子) (?-456)
- Princ Ohatuse no Vakatakeru (大泊瀬稚武皇子) (cesar Jurjaku) (418-479)
- Princesa Tadžima no Tačibana no Ojracume (但馬橘大娘皇女)
- Princesa Sakami (酒見皇女)

Druga družica: Sotoši no Iracume (衣通郎姫), mlajša sestra Ošisaka no Onakacuhime